# 지대추구
지대추구(地代追求, 영어: rent-seeking)는 기존의 부에서 자신의 몫을 늘리는 방법을 찾으면서도 새로운 부를 창출하지는 않는 활동을 말한다. 지대 추구 활동에 의해 고르지 못한 자원 분배, 실질적 부 감소, 정부 세입 감소, 소득 불균형의 심화, (잠재적) 국가 약화 등의 현상이 일어날 수 있으며, 이에 대한 결과로 경기 효율이 떨어진다.

## 같이 보기
- 담합
- 경쟁법
- 부정부패
- 정실 자본주의
- 도메인 사냥꾼
- 공급의 가격 탄력성
- 지공주의
- 일하지 않는 자여, 먹지도 마라
- 지식 재산권
- 토지가치세
- 임대법
- 장원 (봉건제)
- 특허 괴물
- 죄수의 딜레마
- 로열티
- 소프트웨어 특허
- 불로소득
- 화이트 칼라 범죄